# (6970) Saigusa
(6970) Saigusa est un astéroïde de la ceinture principale.

## Description
(6970) Saigusa est un astéroïde de la ceinture principale. Il fut découvert le 10 janvier 1992 à Kiyosato par Satoru Ōtomo. Il présente une orbite caractérisée par un demi-grand axe de 2,35 UA, une excentricité de 0,06 et une inclinaison de 6,7° par rapport à l'écliptique.

## Compléments